# Élections départementales de 2021 dans l'Essonne
Les élections départementales dans l'Essonne ont lieu les 20 et 27 juin 2021.

## Contexte départemental

### Assemblée départementale sortante
Avant les élections, le conseil départemental de l'Essonne est présidé par François Durovray (LR). 
Il comprend 42 conseillers départementaux issus des 21 cantons de l'Essonne. 
| Président du conseil départemental   |       |       |      |                                               |
| François Durovray (LR)               |       |       |      |                                               |
| Parti                                | Sigle | Sigle | Élus | Groupes                                       |
| Majorité (27 sièges)                 |       |       |      |                                               |
| Les Républicains                     |       | LR    | 18   | Essonne avec vous                             |
| Union des démocrates et indépendants |       | UDI   | 2    | Essonne avec vous                             |
| Divers droite                        |       | DVD   | 2    | Essonne avec vous                             |
| Mouvement démocrate                  |       | MoDem | 1    | Essonne avec vous                             |
| Divers droite                        |       | DVD   | 2    | Citoyens pour l'Essonne                       |
| Debout la France                     |       | DLF   | 1    | Citoyens pour l'Essonne                       |
| Divers centre                        |       | DVC   | 1    | Citoyens pour l'Essonne                       |
| Opposition (15 sièges)               |       |       |      |                                               |
| Parti socialiste                     |       | PS    | 8    | Rassemblement de la gauche et des écologistes |
| Europe Écologie Les Verts            |       | EÉLV  | 2    | Rassemblement de la gauche et des écologistes |
| Parti communiste français            |       | PCF   | 1    | Rassemblement de la gauche et des écologistes |
| Les Républicains                     |       | LR    | 3    | Tenir nos engagements                         |
| La République en marche              |       | LREM  | 1    | Non-inscrit                                   |

## Système électoral
Les élections ont lieu au scrutin majoritaire binominal à deux tours. Le système est paritaire : les candidatures sont présentées sous la forme d'un binôme composé d'une femme et d'un homme avec leurs suppléants (une femme et un homme également).
Pour être élu au premier tour, un binôme doit obtenir la majorité absolue des suffrages exprimés et un nombre de suffrages au moins égal à 25 % des électeurs inscrits. Si aucun binôme n'est élu au premier tour, seuls peuvent se présenter au second tour les binômes qui ont obtenu un nombre de suffrages au moins égal à 12,5 % des électeurs inscrits, sans possibilité pour les binômes de fusionner. Est élu au second tour le binôme qui obtient le plus grand nombre de voix.

## Résultats à l'échelle du département

### Résultats par nuances
| Binômes                  | Binômes                              | Binômes                  | Premier tour | Premier tour | Premier tour | Second tour | Second tour | Second tour | Total | +/-           |  |
| Binômes                  | Binômes                              | Binômes                  | Voix         | %            | Sièges       | Voix        | %           | Sièges      | Total | +/-           |  |
| ------------------------ | ------------------------------------ | ------------------------ | ------------ | ------------ | ------------ | ----------- | ----------- | ----------- | ----- | ------------- |  |
|                          | Rassemblement national               | RN                       | 40 822       | 17,67        | 0            |             |             |             | 0     | en stagnation |  |
|                          | Divers droite                        | DVD                      | 39 521       | 17,11        | 0            | 53 972      | 22,18       | 12          | 12    | 10            |  |
|                          | Union à gauche                       | UG                       | 32 015       | 13,86        | 0            | 38 150      | 15,68       | 8           | 8     | 4             |  |
|                          | Union à gauche avec des écologistes  | UGE                      | 27 796       | 12,03        | 0            | 36 640      | 15,06       | 2           | 2     | Nv.           |  |
|                          | Union au centre et à droite          | UCD                      | 18 504       | 8,01         | 0            | 23 323      | 9,56        | 6           | 6     | Nv.           |  |
|                          | Union à droite                       | UD                       | 16 840       | 7,29         | 0            | 23 841      | 9,80        | 4           | 4     | 6             |  |
|                          | Parti socialiste                     | SOC                      | 9 853        | 4,26         | 0            | 10 583      | 4,35        | 2           | 2     | 2             |  |
|                          | Divers gauche                        | DVG                      | 9 674        | 4,19         | 0            | 11 821      | 4,68        | 2           | 2     | 2             |  |
|                          | Divers centre                        | DVC                      | 8 149        | 3,53         | 0            | 10 352      | 4,25        | 2           | 2     | Nv.           |  |
|                          | Union au centre                      | UC                       | 6 325        | 2,74         | 0            | 8 120       | 3,34        | 2           | 2     | Nv.           |  |
|                          | Écologistes                          | ECO                      | 5 823        | 2,52         | 0            | 7 279       | 2,99        | 0           | 0     | Nv.           |  |
|                          | Les Républicains                     | LR                       | 5 667        | 2,45         | 0            | 10 571      | 4,34        | 2           | 2     | 14            |  |
|                          | Divers                               | DIV                      | 5 034        | 2,18         | 0            | 5 100       | 2,10        | 0           | 0     | Nv.           |  |
|                          | La République en marche              | REM                      | 2 940        | 1,27         | 0            |             |             |             | 0     | Nv.           |  |
|                          | Union des démocrates et indépendants | UDI                      | 2 081        | 0,90         | 0            | 3 573       | 1,47        | 0           | 0     | Nv.           |  |
|                          |                                      |                          |              |              |              |             |             |             |       |               |  |
| Suffrages exprimés       | Suffrages exprimés                   | Suffrages exprimés       | 231 044      | 96,21        |              | 243 325     | 94,14       |             |       |               |  |
| Votes blancs             | Votes blancs                         | Votes blancs             | 5 950        | 2,48         | 10 048       | 3,89        |             |             |       |               |  |
| Votes nuls               | Votes nuls                           | Votes nuls               | 3 143        | 1,31         | 5 104        | 1,97        |             |             |       |               |  |
| Total                    | Total                                | Total                    | 240 137      | 100          | 0            | 258 477     | 100         | 42          | 42    | en stagnation |  |
| Abstentions              | Abstentions                          | Abstentions              | 555 633      | 69,82        |              | 537 478     | 67,53       |             |       |               |  |
| Inscrits / participation | Inscrits / participation             | Inscrits / participation | 795 770      | 30,18        | 795 955      | 30,57       |             |             |       |               |  |

### Assemblée départementale élue
| Président du conseil départemental   |       |       |      |                         |
| François Durovray (LR)               |       |       |      |                         |
| Parti                                | Sigle | Sigle | Élus | Groupes                 |
| Majorité (28 sièges)                 |       |       |      |                         |
| Les Républicains                     |       | LR    | 15   | L'Union fait l'Essonne  |
| Divers droite                        |       | DVD   | 7    | L'Union fait l'Essonne  |
| Union des démocrates et indépendants |       | UDI   | 3    | L'Union fait l'Essonne  |
| Mouvement démocrate                  |       | MoDem | 1    | L'Union fait l'Essonne  |
| Soyons libres                        |       | SL    | 1    | L'Union fait l'Essonne  |
| La République en marche              |       | LREM  | 1    | L'Union fait l'Essonne  |
| Opposition (14 sièges)               |       |       |      |                         |
| Parti socialiste                     |       | PS    | 7    | Naturellement l'Essonne |
| Divers gauche                        |       | DVG   | 3    | Naturellement l'Essonne |
| Europe Écologie Les Verts            |       | EÉLV  | 2    | Naturellement l'Essonne |
| Parti communiste français            |       | PCF   | 2    | Naturellement l'Essonne |

### Élus par canton
La droite conserve sa majorité en obtenant les cantons d'Évry-Courcouronnes et de Massy et cédant les cantons d'Athis-Mons, de Corbeil-Essonnes et des Ulis. La gauche quant à elle se renforce en passant de 12 à 14 élus.
| Canton                    | Conseiller sortant     | Parti | Parti | Conseiller élu              | Parti | Parti |
| ------------------------- | ---------------------- | ----- | ----- | --------------------------- | ----- | ----- |
| Arpajon                   | Dominique Bougraud     |       | UDI   | Dominique Bougraud          |       | UDI   |
| Arpajon                   | Alexandre Touzet       |       | LR    | Alexandre Touzet            |       | LR    |
| Athis-Mons                | Pascal Picard          |       | LR    | Marion Belliard             |       | DVG   |
| Athis-Mons                | Christine Rodier       |       | LR    | Jean-Jacques Grousseau      |       | PS    |
| Brétigny-sur-Orge         | Nicolas Méary          |       | UDI   | Nicolas Méary               |       | UDI   |
| Brétigny-sur-Orge         | Sophie Rigault         |       | LR    | Sophie Rigault              |       | LR    |
| Corbeil-Essonnes          | Jean-Pierre Bechter    |       | LR    | Fadila Chourfi              |       | EÉLV  |
| Corbeil-Essonnes          | Caroline Varin         |       | LR    | Alexandre Maquestiau        |       | DVG   |
| Dourdan                   | Dany Boyer             |       | DVD   | Dany Boyer                  |       | DVD   |
| Dourdan                   | Dominique Écharoux     |       | LR    | Paolo de Carvalho           |       | LREM  |
| Draveil                   | Aurélie Gros           |       | LR    | Anne-Marie Jourdanneau-Fort |       | LR    |
| Draveil                   | Georges Tron           |       | LR    | Yann Pétel                  |       | LR    |
| Épinay-sous-Sénart        | Damien Allouch         |       | PS    | Damien Allouch              |       | PS    |
| Épinay-sous-Sénart        | Annick Dischbein       |       | PS    | Annick Dischbein            |       | PS    |
| Étampes                   | Marie-Claire Chambaret |       | DVD   | Marie-Claire Chambaret      |       | DVD   |
| Étampes                   | Guy Crosnier           |       | LR    | Guy Crosnier                |       | LR    |
| Évry-Courcouronnes        | Ronan Fleury           |       | LREM  | Pascal Chatagnon            |       | DVD   |
| Évry-Courcouronnes        | Fatoumata Koïta        |       | PS    | Cendrine Chaumont           |       | DVD   |
| Gif-sur-Yvette            | Michel Bournat         |       | LR    | Michel Bournat              |       | LR    |
| Gif-sur-Yvette            | Laure Darcos           |       | LR    | Laure Darcos                |       | LR    |
| Longjumeau                | Sandrine Gelot-Rateau  |       | LR    | Sandrine Gelot-Rateau       |       | LR    |
| Longjumeau                | Claude Pons            |       | LR    | Stéphane Bazile             |       | LR    |
| Massy                     | Jérôme Guedj           |       | PS    | Martine Cinosi Girard       |       | LR    |
| Massy                     | Rafika Rezgui          |       | PS    | Nicolas Samsoen             |       | UDI   |
| Mennecy                   | Patrick Imbert         |       | LR    | Patrick Imbert              |       | LR    |
| Mennecy                   | Caroline Parâtre       |       | LR    | Annie Pioffet               |       | LR    |
| Palaiseau                 | Anne Launay            |       | EÉLV  | Anne Launay                 |       | EÉLV  |
| Palaiseau                 | David Ros              |       | PS    | David Ros                   |       | PS    |
| Ris-Orangis               | Hélène Dian-Leloup     |       | EÉLV  | Tiphaine Valdeyron          |       | PCF   |
| Ris-Orangis               | Stéphane Raffalli      |       | PS    | Stéphane Raffalli           |       | PS    |
| Sainte-Geneviève-des-Bois | Frédéric Petitta       |       | PS    | Frédéric Petitta            |       | PS    |
| Sainte-Geneviève-des-Bois | Marjolaine Rauze       |       | PCF   | Marie-Claire Arasa          |       | PCF   |
| Savigny-sur-Orge          | Éric Mehlhorn          |       | LR    | Alexis Teillet              |       | SL    |
| Savigny-sur-Orge          | Brigitte Vermillet     |       | LR    | Brigitte Vermillet          |       | LR    |
| Les Ulis                  | Dominique Fontenaille  |       | DVD   | Latifa Naji                 |       | DVG   |
| Les Ulis                  | Françoise Marhuenda    |       | DVC   | Olivier Thomas              |       | PS    |
| Vigneux-sur-Seine         | François Durovray      |       | LR    | François Durovray           |       | LR    |
| Vigneux-sur-Seine         | Nicole Poinsot         |       | LR    | Samia Cartier               |       | DVD   |
| Viry-Châtillon            | Jérôme Bérenger        |       | LR    | Jérôme Bérenger             |       | LR    |
| Viry-Châtillon            | Sylvie Gibert          |       | MoDem | Sylvie Gibert               |       | MoDem |
| Yerres                    | Olivier Clodong        |       | DVD   | Olivier Clodong             |       | DLF   |
| Yerres                    | Martine Sureau         |       | DVD   | Martine Sureau              |       | DLF   |

## Résultats par canton
Les binômes sont présentés par ordre décroissant des résultats au premier tour. En cas de victoire au second tour du binôme arrivé en deuxième place au premier, ses résultats sont indiqués en gras. 

### Canton d'Arpajon
| Candidats                | Candidats                | Partis                   | Nuance                   | Premier tour | Premier tour | Second tour | Second tour |
| Candidats                | Candidats                | Partis                   | Nuance                   | Voix         | %            | Voix        | %           |
| ------------------------ | ------------------------ | ------------------------ | ------------------------ | ------------ | ------------ | ----------- | ----------- |
|                          | Dominique Bougraud       | UDI                      | UCD                      | 4 728        | 40,25        | 6 945       | 55,10       |
|                          | Alexandre Touzet         | LR                       | UCD                      | 4 728        | 40,25        | 6 945       | 55,10       |
|                          | Sarah Krimi              | PS                       | UG                       | 4 564        | 38,86        | 5 659       | 44,90       |
|                          | Michel Collet            | G.s                      | UG                       | 4 564        | 38,86        | 5 659       | 44,90       |
|                          | Evelyne Djema            | RN                       | RN                       | 2 454        | 20,89        |             |             |
|                          | Georges Dulong           | RN                       | RN                       | 2 454        | 20,89        |             |             |
|                          |                          |                          |                          |              |              |             |             |
| Suffrages exprimés       | Suffrages exprimés       | Suffrages exprimés       | Suffrages exprimés       | 11 746       | 96,35        | 12 604      | 94,00       |
| Votes blancs             | Votes blancs             | Votes blancs             | Votes blancs             | 304          | 2,49         | 524         | 3,91        |
| Votes nuls               | Votes nuls               | Votes nuls               | Votes nuls               | 141          | 1,16         | 281         | 2,10        |
| Total                    | Total                    | Total                    | Total                    | 12 191       | 100          | 13 409      | 100         |
| Abstention               | Abstention               | Abstention               | Abstention               | 28 673       | 70,17        | 27 465      | 67,19       |
| Inscrits / participation | Inscrits / participation | Inscrits / participation | Inscrits / participation | 40 864       | 29,83        | 40 874      | 32,81       |

### Canton d'Athis-Mons
| Candidats                | Candidats                | Partis                   | Nuance                   | Premier tour | Premier tour | Second tour | Second tour |
| Candidats                | Candidats                | Partis                   | Nuance                   | Voix         | %            | Voix        | %           |
| ------------------------ | ------------------------ | ------------------------ | ------------------------ | ------------ | ------------ | ----------- | ----------- |
|                          | Marion Beillard          | DVG                      | UG                       | 3 934        | 42,28        | 5 665       | 58,23       |
|                          | Jean-Jacques Grousseau   | PS                       | UG                       | 3 934        | 42,28        | 5 665       | 58,23       |
|                          | Aline Durand             | LR                       | LR                       | 1 980        | 21,28        | 4 064       | 41,77       |
|                          | Pascal Picard            | LR                       | LR                       | 1 980        | 21,28        | 4 064       | 41,77       |
|                          | Julien Dumaine           | LR                       | DVD                      | 1 555        | 16,71        |             |             |
|                          | Nathalie Lallier         | DVD                      | DVD                      | 1 555        | 16,71        |             |             |
|                          | Christine Aubaud         | RN                       | RN                       | 1 304        | 14,02        |             |             |
|                          | Dominique Leuliet        | RN                       | RN                       | 1 304        | 14,02        |             |             |
|                          | Jean de Dieu Batina      | LREM                     | REM                      | 531          | 5,71         |             |             |
|                          | Souela Hamdi             | LREM                     | REM                      | 531          | 5,71         |             |             |
|                          |                          |                          |                          |              |              |             |             |
| Suffrages exprimés       | Suffrages exprimés       | Suffrages exprimés       | Suffrages exprimés       | 9 304        | 96,87        | 9 729       | 94,65       |
| Votes blancs             | Votes blancs             | Votes blancs             | Votes blancs             | 173          | 1,80         | 343         | 3,34        |
| Votes nuls               | Votes nuls               | Votes nuls               | Votes nuls               | 128          | 1,33         | 207         | 2,01        |
| Total                    | Total                    | Total                    | Total                    | 9 605        | 100          | 10 279      | 100         |
| Abstention               | Abstention               | Abstention               | Abstention               | 22 943       | 70,49        | 22 274      | 68,42       |
| Inscrits / participation | Inscrits / participation | Inscrits / participation | Inscrits / participation | 32 548       | 29,51        | 32 553      | 31,58       |

### Canton de Brétigny-sur-Orge
| Candidats                | Candidats                | Partis                   | Nuance                   | Premier tour | Premier tour | Second tour | Second tour |
| Candidats                | Candidats                | Partis                   | Nuance                   | Voix         | %            | Voix        | %           |
| ------------------------ | ------------------------ | ------------------------ | ------------------------ | ------------ | ------------ | ----------- | ----------- |
|                          | Nicolas Méary            | UDI                      | UCD                      | 5 425        | 46,10        | 7 355       | 60,55       |
|                          | Sophie Rigault           | LR                       | UCD                      | 5 425        | 46,10        | 7 355       | 60,55       |
|                          | Isabelle Catrain         | EÉLV                     | UGE                      | 4 171        | 35,44        | 4 791       | 39,45       |
|                          | Michel Pouzol            | G.s                      | UGE                      | 4 171        | 35,44        | 4 791       | 39,45       |
|                          | Isabelle Girard          | RN                       | RN                       | 2 172        | 18,46        |             |             |
|                          | Hervé Sibilat            | RN                       | RN                       | 2 172        | 18,46        |             |             |
|                          |                          |                          |                          |              |              |             |             |
| Suffrages exprimés       | Suffrages exprimés       | Suffrages exprimés       | Suffrages exprimés       | 11 768       | 96,79        | 12 146      | 94,34       |
| Votes blancs             | Votes blancs             | Votes blancs             | Votes blancs             | 255          | 2,10         | 472         | 3,67        |
| Votes nuls               | Votes nuls               | Votes nuls               | Votes nuls               | 135          | 1,11         | 257         | 2,00        |
| Total                    | Total                    | Total                    | Total                    | 12 158       | 100          | 12 875      | 100         |
| Abstention               | Abstention               | Abstention               | Abstention               | 27 161       | 69,08        | 26 455      | 67,26       |
| Inscrits / participation | Inscrits / participation | Inscrits / participation | Inscrits / participation | 39 319       | 30,92        | 39 330      | 32,74       |

### Canton de Corbeil-Essonnes
| Candidats                | Candidats                | Partis                   | Nuance                   | Premier tour | Premier tour | Second tour | Second tour |
| Candidats                | Candidats                | Partis                   | Nuance                   | Voix         | %            | Voix        | %           |
| ------------------------ | ------------------------ | ------------------------ | ------------------------ | ------------ | ------------ | ----------- | ----------- |
|                          | Fadila Chourfi           | EÉLV                     | UGE                      | 2 573        | 37,24        | 3 763       | 50,03       |
|                          | Alexandre Maquestiau     | DVG                      | UGE                      | 2 573        | 37,24        | 3 763       | 50,03       |
|                          | Karl Dirat               | LR                       | UD                       | 2 183        | 31,60        | 3 759       | 49,97       |
|                          | Caroline Varin           | LR                       | UD                       | 2 183        | 31,60        | 3 759       | 49,97       |
|                          | Nancy Demette            | RN                       | RN                       | 1 593        | 23,06        |             |             |
|                          | Laurent Stillen          | DVD                      | RN                       | 1 593        | 23,06        |             |             |
|                          | Perrine Delacroix        | DVC                      | DVC                      | 560          | 8,11         |             |             |
|                          | Azdine Ouis              | DVC                      | DVC                      | 560          | 8,11         |             |             |
|                          |                          |                          |                          |              |              |             |             |
| Suffrages exprimés       | Suffrages exprimés       | Suffrages exprimés       | Suffrages exprimés       | 6 909        | 95,34        | 7 522       | 92,34       |
| Votes blancs             | Votes blancs             | Votes blancs             | Votes blancs             | 218          | 3,01         | 407         | 5,00        |
| Votes nuls               | Votes nuls               | Votes nuls               | Votes nuls               | 120          | 1,66         | 217         | 2,66        |
| Total                    | Total                    | Total                    | Total                    | 7 247        | 100          | 8 146       | 100         |
| Abstention               | Abstention               | Abstention               | Abstention               | 24 803       | 77,39        | 23 918      | 74,59       |
| Inscrits / participation | Inscrits / participation | Inscrits / participation | Inscrits / participation | 32 050       | 22,61        | 32 064      | 25,41       |

### Canton de Dourdan
| Candidats                | Candidats                | Partis                   | Nuance                   | Premier tour | Premier tour | Second tour | Second tour |
| Candidats                | Candidats                | Partis                   | Nuance                   | Voix         | %            | Voix        | %           |
| ------------------------ | ------------------------ | ------------------------ | ------------------------ | ------------ | ------------ | ----------- | ----------- |
|                          | Dany Boyer               | DVD                      | DVC                      | 7 589        | 47,97        | 10 352      | 64,65       |
|                          | Paolo de Carvalho        | LREM                     | DVC                      | 7 589        | 47,97        | 10 352      | 64,65       |
|                          | Olivier Bouton           | PS                       | SOC                      | 4 983        | 31,50        | 5 660       | 35,35       |
|                          | Claire Serre-Combe       | PCF                      | SOC                      | 4 983        | 31,50        | 5 660       | 35,35       |
|                          | Gilbert Mousnier         | RN                       | RN                       | 3 248        | 20,53        |             |             |
|                          | Jacqueline Perez         | RN                       | RN                       | 3 248        | 20,53        |             |             |
|                          |                          |                          |                          |              |              |             |             |
| Suffrages exprimés       | Suffrages exprimés       | Suffrages exprimés       | Suffrages exprimés       | 15 820       | 95,83        | 16 012      | 92,51       |
| Votes blancs             | Votes blancs             | Votes blancs             | Votes blancs             | 502          | 3,04         | 903         | 5,22        |
| Votes nuls               | Votes nuls               | Votes nuls               | Votes nuls               | 187          | 1,13         | 394         | 2,28        |
| Total                    | Total                    | Total                    | Total                    | 16 509       | 100          | 17 309      | 100         |
| Abstention               | Abstention               | Abstention               | Abstention               | 31 081       | 65,31        | 30 293      | 63,64       |
| Inscrits / participation | Inscrits / participation | Inscrits / participation | Inscrits / participation | 47 590       | 34,69        | 47 602      | 36,36       |

### Canton de Draveil
| Candidats                | Candidats                   | Partis                   | Nuance                   | Premier tour | Premier tour | Second tour | Second tour |
| Candidats                | Candidats                   | Partis                   | Nuance                   | Voix         | %            | Voix        | %           |
| ------------------------ | --------------------------- | ------------------------ | ------------------------ | ------------ | ------------ | ----------- | ----------- |
|                          | Anne-Marie Jourdanneau-Fort | LR                       | UD                       | 4 333        | 38,70        | 7 560       | 64,35       |
|                          | Yann Pétel                  | LR                       | UD                       | 4 333        | 38,70        | 7 560       | 64,35       |
|                          | Gregory Benoit              | EÉLV                     | UGE                      | 3 357        | 29,99        | 4 189       | 35,65       |
|                          | Geneviève Pezeu             | PP                       | UGE                      | 3 357        | 29,99        | 4 189       | 35,65       |
|                          | Hélène Alves                | RN                       | RN                       | 1 893        | 16,91        |             |             |
|                          | Philippe Steens             | RN                       | RN                       | 1 893        | 16,91        |             |             |
|                          | Sophie Briatte              | DVD                      | LR                       | 1 012        | 9,04         |             |             |
|                          | Bruno Livic                 | DVD                      | LR                       | 1 012        | 9,04         |             |             |
|                          | Romain Lalanne              | DVD                      | DVD                      | 600          | 5,36         |             |             |
|                          | Cécile Vic                  | DVD                      | DVD                      | 600          | 5,36         |             |             |
|                          |                             |                          |                          |              |              |             |             |
| Suffrages exprimés       | Suffrages exprimés          | Suffrages exprimés       | Suffrages exprimés       | 11 195       | 96,28        | 11 749      | 94,73       |
| Votes blancs             | Votes blancs                | Votes blancs             | Votes blancs             | 317          | 2,73         | 437         | 3,52        |
| Votes nuls               | Votes nuls                  | Votes nuls               | Votes nuls               | 115          | 0,99         | 216         | 1,74        |
| Total                    | Total                       | Total                    | Total                    | 11 627       | 100          | 12 402      | 100         |
| Abstention               | Abstention                  | Abstention               | Abstention               | 24 186       | 67,53        | 23 429      | 65,39       |
| Inscrits / participation | Inscrits / participation    | Inscrits / participation | Inscrits / participation | 35 813       | 32,47        | 35 831      | 34,61       |

### Canton d'Épinay-sous-Sénart
| Candidats                | Candidats                | Partis                   | Nuance                   | Premier tour | Premier tour | Second tour | Second tour |
| Candidats                | Candidats                | Partis                   | Nuance                   | Voix         | %            | Voix        | %           |
| ------------------------ | ------------------------ | ------------------------ | ------------------------ | ------------ | ------------ | ----------- | ----------- |
|                          | Damien Allouch           | PS                       | SOC                      | 4 122        | 43,81        | 4 923       | 50,04       |
|                          | Annick Dischbein         | PS                       | SOC                      | 4 122        | 43,81        | 4 923       | 50,04       |
|                          | Caroline Brillaux        | LR                       | UCD                      | 3 107        | 33,03        | 4 916       | 49,96       |
|                          | Riad Hatik               | LR                       | UCD                      | 3 107        | 33,03        | 4 916       | 49,96       |
|                          | Evelyne Diet             | RN                       | RN                       | 2 179        | 23,16        |             |             |
|                          | Thiebauld Vega           | RN                       | RN                       | 2 179        | 23,16        |             |             |
|                          |                          |                          |                          |              |              |             |             |
| Suffrages exprimés       | Suffrages exprimés       | Suffrages exprimés       | Suffrages exprimés       | 9 408        | 96,11        | 9 839       | 93,02       |
| Votes blancs             | Votes blancs             | Votes blancs             | Votes blancs             | 258          | 2,64         | 505         | 4,77        |
| Votes nuls               | Votes nuls               | Votes nuls               | Votes nuls               | 123          | 1,26         | 233         | 2,20        |
| Total                    | Total                    | Total                    | Total                    | 9 789        | 100          | 10 577      | 100         |
| Abstention               | Abstention               | Abstention               | Abstention               | 26 831       | 73,27        | 26 054      | 71,13       |
| Inscrits / participation | Inscrits / participation | Inscrits / participation | Inscrits / participation | 36 620       | 26,73        | 36 631      | 28,87       |

### Canton d'Étampes
| Candidats                | Candidats                | Partis                   | Nuance                   | Premier tour | Premier tour | Second tour | Second tour |
| Candidats                | Candidats                | Partis                   | Nuance                   | Voix         | %            | Voix        | %           |
| ------------------------ | ------------------------ | ------------------------ | ------------------------ | ------------ | ------------ | ----------- | ----------- |
|                          | Marie-Claire Chambaret   | DVD                      | DVD                      | 5 432        | 45,42        | 7 623       | 63,45       |
|                          | Guy Crosnier             | LR                       | DVD                      | 5 432        | 45,42        | 7 623       | 63,45       |
|                          | Matthieu Hillaire        | LFI                      | UG                       | 3 426        | 28,65        | 4 392       | 36,55       |
|                          | Michèle Kauffer          | PCF                      | UG                       | 3 426        | 28,65        | 4 392       | 36,55       |
|                          | Annick Boursicot-Duport  | RN                       | RN                       | 3 101        | 25,93        |             |             |
|                          | Guy Gabler               | RN                       | RN                       | 3 101        | 25,93        |             |             |
|                          |                          |                          |                          |              |              |             |             |
| Suffrages exprimés       | Suffrages exprimés       | Suffrages exprimés       | Suffrages exprimés       | 11 959       | 95,67        | 12 015      | 91,87       |
| Votes blancs             | Votes blancs             | Votes blancs             | Votes blancs             | 358          | 2,86         | 694         | 5,31        |
| Votes nuls               | Votes nuls               | Votes nuls               | Votes nuls               | 183          | 1,46         | 369         | 2,82        |
| Total                    | Total                    | Total                    | Total                    | 12 500       | 100          | 13 078      | 100         |
| Abstention               | Abstention               | Abstention               | Abstention               | 28 489       | 69,50        | 27 928      | 68,11       |
| Inscrits / participation | Inscrits / participation | Inscrits / participation | Inscrits / participation | 40 989       | 30,50        | 41 006      | 31,89       |

### Canton d'Évry-Courcouronnes
| Candidats                | Candidats                | Partis                   | Nuance                   | Premier tour | Premier tour | Second tour | Second tour |
| Candidats                | Candidats                | Partis                   | Nuance                   | Voix         | %            | Voix        | %           |
| ------------------------ | ------------------------ | ------------------------ | ------------------------ | ------------ | ------------ | ----------- | ----------- |
|                          | Pascal Chatagnon         | DVD                      | DVD                      | 1 573        | 22,55        | 3 943       | 52,27       |
|                          | Cendrine Chaumont        | DVD                      | DVD                      | 1 573        | 22,55        | 3 943       | 52,27       |
|                          | Pétroline Bérot          | DVG                      | UGE                      | 1 386        | 19,87        | 3 600       | 47,73       |
|                          | Julien Monier            | DVG                      | UGE                      | 1 386        | 19,87        | 3 600       | 47,73       |
|                          | Alban Bakary             | MoDem                    | UCD                      | 1 173        | 16,81        |             |             |
|                          | Cindy Rodrigues          | DVD                      | UCD                      | 1 173        | 16,81        |             |             |
|                          | Farida Amrani            | LFI                      | UG                       | 1 109        | 15,90        |             |             |
|                          | Mohand Bennacer          | DVG                      | UG                       | 1 109        | 15,90        |             |             |
|                          | Jérémy de Vos            | RN                       | RN                       | 987          | 14,15        |             |             |
|                          | Danielle Oger            | RN                       | RN                       | 987          | 14,15        |             |             |
|                          | Henry Simenou            | PS                       | SOC                      | 748          | 10,72        |             |             |
|                          | Ashley Valencia          | PS                       | SOC                      | 748          | 10,72        |             |             |
|                          |                          |                          |                          |              |              |             |             |
| Suffrages exprimés       | Suffrages exprimés       | Suffrages exprimés       | Suffrages exprimés       | 6 976        | 95,12        | 7 543       | 91,86       |
| Votes blancs             | Votes blancs             | Votes blancs             | Votes blancs             | 229          | 3,12         | 475         | 5,78        |
| Votes nuls               | Votes nuls               | Votes nuls               | Votes nuls               | 129          | 1,76         | 193         | 2,35        |
| Total                    | Total                    | Total                    | Total                    | 7 334        | 100          | 8 211       | 100         |
| Abstention               | Abstention               | Abstention               | Abstention               | 26 353       | 78,23        | 25 417      | 75,58       |
| Inscrits / participation | Inscrits / participation | Inscrits / participation | Inscrits / participation | 33 687       | 21,77        | 33 628      | 24,42       |

### Canton de Gif-sur-Yvette
| Candidats                | Candidats                | Partis                   | Nuance                   | Premier tour | Premier tour | Second tour | Second tour |
| Candidats                | Candidats                | Partis                   | Nuance                   | Voix         | %            | Voix        | %           |
| ------------------------ | ------------------------ | ------------------------ | ------------------------ | ------------ | ------------ | ----------- | ----------- |
|                          | Michel Bournat           | LR                       | UD                       | 10 324       | 53,44        | 12 522      | 61,80       |
|                          | Laure Darcos             | LR                       | UD                       | 10 324       | 53,44        | 12 522      | 61,80       |
|                          | Serge Audinet            | PS                       | UGE                      | 7 025        | 36,36        | 7 740       | 38,20       |
|                          | Sonia Roisin             | EÉLV                     | UGE                      | 7 025        | 36,36        | 7 740       | 38,20       |
|                          | Laura Colin              | RN                       | RN                       | 1 971        | 10,20        |             |             |
|                          | Wilson Roux              | RN                       | RN                       | 1 971        | 10,20        |             |             |
|                          |                          |                          |                          |              |              |             |             |
| Suffrages exprimés       | Suffrages exprimés       | Suffrages exprimés       | Suffrages exprimés       | 19 320       | 97,23        | 20 262      | 96,62       |
| Votes blancs             | Votes blancs             | Votes blancs             | Votes blancs             | 383          | 1,93         | 469         | 2,24        |
| Votes nuls               | Votes nuls               | Votes nuls               | Votes nuls               | 167          | 0,84         | 239         | 1,14        |
| Total                    | Total                    | Total                    | Total                    | 19 870       | 100          | 20 970      | 100         |
| Abstention               | Abstention               | Abstention               | Abstention               | 26 991       | 57,60        | 25 897      | 55,26       |
| Inscrits / participation | Inscrits / participation | Inscrits / participation | Inscrits / participation | 46 861       | 42,40        | 46 867      | 44,74       |

### Canton de Longjumeau
| Candidats                | Candidats                | Partis                   | Nuance                   | Premier tour | Premier tour | Second tour | Second tour |
| Candidats                | Candidats                | Partis                   | Nuance                   | Voix         | %            | Voix        | %           |
| ------------------------ | ------------------------ | ------------------------ | ------------------------ | ------------ | ------------ | ----------- | ----------- |
|                          | Stéphane Bazile          | LR                       | UC                       | 5 476        | 46,86        | 8 120       | 66,44       |
|                          | Sandrine Gelot           | LR                       | UC                       | 5 476        | 46,86        | 8 120       | 66,44       |
|                          | David Novel              | GÉ                       | ECO                      | 3 006        | 25,73        | 4 102       | 33,56       |
|                          | Hélène Ott               | EÉLV                     | ECO                      | 3 006        | 25,73        | 4 102       | 33,56       |
|                          | Alain Boutaleb           | RN                       | RN                       | 2 605        | 22,29        |             |             |
|                          | Valérie Guyot            | RN                       | RN                       | 2 605        | 22,29        |             |             |
|                          | Grâce Lokimbango         | SE                       | DIV                      | 598          | 5,12         |             |             |
|                          | Jean-François Ricois     | SE                       | DIV                      | 598          | 5,12         |             |             |
|                          |                          |                          |                          |              |              |             |             |
| Suffrages exprimés       | Suffrages exprimés       | Suffrages exprimés       | Suffrages exprimés       | 11 685       | 96,10        | 12 222      | 93,45       |
| Votes blancs             | Votes blancs             | Votes blancs             | Votes blancs             | 316          | 2,60         | 574         | 4,39        |
| Votes nuls               | Votes nuls               | Votes nuls               | Votes nuls               | 158          | 1,30         | 283         | 2,16        |
| Total                    | Total                    | Total                    | Total                    | 12 159       | 100          | 13 079      | 100         |
| Abstention               | Abstention               | Abstention               | Abstention               | 30 246       | 71,33        | 29 335      | 69,16       |
| Inscrits / participation | Inscrits / participation | Inscrits / participation | Inscrits / participation | 42 405       | 28,67        | 42 414      | 30,84       |

### Canton de Massy
| Candidats                | Candidats                      | Partis                   | Nuance                   | Premier tour | Premier tour | Second tour | Second tour |
| Candidats                | Candidats                      | Partis                   | Nuance                   | Voix         | %            | Voix        | %           |
| ------------------------ | ------------------------------ | ------------------------ | ------------------------ | ------------ | ------------ | ----------- | ----------- |
|                          | Martine Cinosi-Girard          | LR                       | DVD                      | 4 885        | 42,70        | 6 761       | 55,48       |
|                          | Nicolas Samsoen                | UDI                      | DVD                      | 4 885        | 42,70        | 6 761       | 55,48       |
|                          | Roger Del Negro                | EÉLV                     | UGE                      | 4 219        | 36,88        | 5 425       | 44,52       |
|                          | Rafika Rezgui                  | PS                       | UGE                      | 4 219        | 36,88        | 5 425       | 44,52       |
|                          | René Choisnard                 | RN                       | RN                       | 1 486        | 12,99        |             |             |
|                          | Nathalie Da Conceicao Carvalho | RN                       | RN                       | 1 486        | 12,99        |             |             |
|                          | Stéphanie Atger                | LREM                     | UC                       | 849          | 7,42         |             |             |
|                          | Lionel Savoye                  | DVC                      | UC                       | 849          | 7,42         |             |             |
|                          |                                |                          |                          |              |              |             |             |
| Suffrages exprimés       | Suffrages exprimés             | Suffrages exprimés       | Suffrages exprimés       | 11 439       | 96,82        | 12 186      | 95,20       |
| Votes blancs             | Votes blancs                   | Votes blancs             | Votes blancs             | 240          | 2,03         | 403         | 3,15        |
| Votes nuls               | Votes nuls                     | Votes nuls               | Votes nuls               | 136          | 1,15         | 211         | 1,65        |
| Total                    | Total                          | Total                    | Total                    | 11 815       | 100          | 12 800      | 100         |
| Abstention               | Abstention                     | Abstention               | Abstention               | 27 098       | 69,64        | 26 133      | 67,12       |
| Inscrits / participation | Inscrits / participation       | Inscrits / participation | Inscrits / participation | 38 913       | 30,36        | 38 933      | 32,88       |

### Canton de Mennecy
| Candidats                | Candidats                | Partis                   | Nuance                   | Premier tour | Premier tour | Second tour | Second tour |
| Candidats                | Candidats                | Partis                   | Nuance                   | Voix         | %            | Voix        | %           |
| ------------------------ | ------------------------ | ------------------------ | ------------------------ | ------------ | ------------ | ----------- | ----------- |
|                          | Patrick Imbert           | LR                       | DVD                      | 6 016        | 42,60        | 8 638       | 59,55       |
|                          | Annie Pioffet            | LR                       | DVD                      | 6 016        | 42,60        | 8 638       | 59,55       |
|                          | Laetitia Colonna         | DVG                      | DVG                      | 4 608        | 32,63        | 5 867       | 40,45       |
|                          | François Parolini        | DVG                      | DVG                      | 4 608        | 32,63        | 5 867       | 40,45       |
|                          | Sami Khodja              | RN                       | RN                       | 3 497        | 24,76        |             |             |
|                          | Adeline Védie            | RN                       | RN                       | 3 497        | 24,76        |             |             |
|                          |                          |                          |                          |              |              |             |             |
| Suffrages exprimés       | Suffrages exprimés       | Suffrages exprimés       | Suffrages exprimés       | 14 121       | 95,08        | 14 505      | 30,20       |
| Votes blancs             | Votes blancs             | Votes blancs             | Votes blancs             | 523          | 3,52         | 892         | 5,66        |
| Votes nuls               | Votes nuls               | Votes nuls               | Votes nuls               | 208          | 1,40         | 356         | 2,26        |
| Total                    | Total                    | Total                    | Total                    | 14 852       | 100          | 15 753      | 100         |
| Abstention               | Abstention               | Abstention               | Abstention               | 33 137       | 69,05        | 32 279      | 67,20       |
| Inscrits / participation | Inscrits / participation | Inscrits / participation | Inscrits / participation | 47 989       | 30,95        | 48 032      | 32,80       |

### Canton de Palaiseau
| Candidats                | Candidats                 | Partis                   | Nuance                   | Premier tour | Premier tour | Second tour | Second tour |
| Candidats                | Candidats                 | Partis                   | Nuance                   | Voix         | %            | Voix        | %           |
| ------------------------ | ------------------------- | ------------------------ | ------------------------ | ------------ | ------------ | ----------- | ----------- |
|                          | Anne Launay               | EÉLV                     | UG                       | 6 877        | 46,51        | 8 117       | 50,08       |
|                          | David Ros                 | PS                       | UG                       | 6 877        | 46,51        | 8 117       | 50,08       |
|                          | Marie-Christine Graveleau | LR                       | DVD                      | 5 839        | 39,49        | 8 090       | 49,92       |
|                          | Francisque Vigouroux      | MR                       | DVD                      | 5 839        | 39,49        | 8 090       | 49,92       |
|                          | Olivier Horvath           | RN                       | RN                       | 1 443        | 9,76         |             |             |
|                          | Audrey Molina             | RN                       | RN                       | 1 443        | 9,76         |             |             |
|                          | Claire Demathieu          | SE                       | DIV                      | 627          | 4,24         |             |             |
|                          | Martin Loizillon          | SE                       | DIV                      | 627          | 4,24         |             |             |
|                          |                           |                          |                          |              |              |             |             |
| Suffrages exprimés       | Suffrages exprimés        | Suffrages exprimés       | Suffrages exprimés       | 14 786       | 95,86        | 16 207      | 96,61       |
| Votes blancs             | Votes blancs              | Votes blancs             | Votes blancs             | 293          | 1,90         | 349         | 2,08        |
| Votes nuls               | Votes nuls                | Votes nuls               | Votes nuls               | 346          | 2,24         | 219         | 1,31        |
| Total                    | Total                     | Total                    | Total                    | 15 425       | 100          | 16 775      | 100         |
| Abstention               | Abstention                | Abstention               | Abstention               | 25 250       | 62,08        | 23 911      | 58,77       |
| Inscrits / participation | Inscrits / participation  | Inscrits / participation | Inscrits / participation | 40 675       | 37,92        | 40 686      | 41,23       |

### Canton de Ris-Orangis
| Candidats                | Candidats                | Partis                   | Nuance                   | Premier tour | Premier tour | Second tour | Second tour |
| Candidats                | Candidats                | Partis                   | Nuance                   | Voix         | %            | Voix        | %           |
| ------------------------ | ------------------------ | ------------------------ | ------------------------ | ------------ | ------------ | ----------- | ----------- |
|                          | Stéphane Raffali         | PS                       | UG                       | 3 614        | 47,91        | 4 402       | 55,20       |
|                          | Valdeyron Tiphaine       | PCF                      | UG                       | 3 614        | 47,91        | 4 402       | 55,20       |
|                          | Laurence Budelot         | DVD                      | UDI                      | 2 081        | 27,59        | 3 573       | 44,80       |
|                          | Alexandre Courbera       | UDI                      | UDI                      | 2 081        | 27,59        | 3 573       | 44,80       |
|                          | Brigitte Manuceau        | RN                       | RN                       | 1 848        | 24,50        |             |             |
|                          | Claude Stillen           | DVD                      | RN                       | 1 848        | 24,50        |             |             |
|                          |                          |                          |                          |              |              |             |             |
| Suffrages exprimés       | Suffrages exprimés       | Suffrages exprimés       | Suffrages exprimés       | 7 543        | 94,67        | 7 975       | 90,75       |
| Votes blancs             | Votes blancs             | Votes blancs             | Votes blancs             | 271          | 3,40         | 536         | 6,10        |
| Votes nuls               | Votes nuls               | Votes nuls               | Votes nuls               | 154          | 1,93         | 277         | 3,15        |
| Total                    | Total                    | Total                    | Total                    | 7 968        | 100          | 8 788       | 100         |
| Abstention               | Abstention               | Abstention               | Abstention               | 23 837       | 74,95        | 23 024      | 72,38       |
| Inscrits / participation | Inscrits / participation | Inscrits / participation | Inscrits / participation | 31 805       | 25,05        | 31 812      | 27,62       |

### Canton de Sainte-Geneviève-des-Bois
| Candidats                | Candidats                | Partis                   | Nuance                   | Premier tour | Premier tour | Second tour | Second tour |
| Candidats                | Candidats                | Partis                   | Nuance                   | Voix         | %            | Voix        | %           |
| ------------------------ | ------------------------ | ------------------------ | ------------------------ | ------------ | ------------ | ----------- | ----------- |
|                          | Marie-Claire Arasa       | PCF                      | UG                       | 6 097        | 50,49        | 7 114       | 55,57       |
|                          | Frédéric Petitta         | PS                       | UG                       | 6 097        | 50,49        | 7 114       | 55,57       |
|                          | François Cholley         | DVD                      | DVD                      | 3 768        | 31,20        | 5 689       | 44,43       |
|                          | Florence Lebouc          | LR                       | DVD                      | 3 768        | 31,20        | 5 689       | 44,43       |
|                          | Alexandra Geoffroy       | RN                       | RN                       | 2 210        | 18,30        |             |             |
|                          | Stéphane Wulleman        | RN                       | RN                       | 2 210        | 18,30        |             |             |
|                          |                          |                          |                          |              |              |             |             |
| Suffrages exprimés       | Suffrages exprimés       | Suffrages exprimés       | Suffrages exprimés       | 12 075       | 95,83        | 12 803      | 94,22       |
| Votes blancs             | Votes blancs             | Votes blancs             | Votes blancs             | 356          | 2,83         | 510         | 3,75        |
| Votes nuls               | Votes nuls               | Votes nuls               | Votes nuls               | 169          | 1,34         | 275         | 2,02        |
| Total                    | Total                    | Total                    | Total                    | 12 600       | 100          | 13 588      | 100         |
| Abstention               | Abstention               | Abstention               | Abstention               | 29 829       | 70,30        | 28 854      | 67,98       |
| Inscrits / participation | Inscrits / participation | Inscrits / participation | Inscrits / participation | 42 429       | 29,70        | 42 442      | 32,02       |

### Canton de Savigny-sur-Orge
| Candidats                | Candidats                | Partis                   | Nuance                   | Premier tour | Premier tour | Second tour | Second tour |
| Candidats                | Candidats                | Partis                   | Nuance                   | Voix         | %            | Voix        | %           |
| ------------------------ | ------------------------ | ------------------------ | ------------------------ | ------------ | ------------ | ----------- | ----------- |
|                          | Ludovic Briey            | EÉLV                     | UGE                      | 2 711        | 27,20        | 3 996       | 38,05       |
|                          | Zohra Toualbi            | PS                       | UGE                      | 2 711        | 27,20        | 3 996       | 38,05       |
|                          | Alexis Teillet           | SL                       | LR                       | 2 675        | 26,84        | 6 507       | 61,95       |
|                          | Brigitte Vermillet       | LR                       | LR                       | 2 675        | 26,84        | 6 507       | 61,95       |
|                          | Audrey Guibert           | RN                       | RN                       | 1 899        | 19,05        |             |             |
|                          | Maxime Steens            | RN                       | RN                       | 1 899        | 19,05        |             |             |
|                          | Aude Hernandez           | LREM                     | REM                      | 1 625        | 16,30        |             |             |
|                          | Alexis Izard             | LREM                     | REM                      | 1 625        | 16,30        |             |             |
|                          | Xavier Dugoin            | DVD                      | UCD                      | 1 058        | 10,61        |             |             |
|                          | Isabelle Ferrero         | DVC                      | UCD                      | 1 058        | 10,61        |             |             |
|                          |                          |                          |                          |              |              |             |             |
| Suffrages exprimés       | Suffrages exprimés       | Suffrages exprimés       | Suffrages exprimés       | 9 968        | 97,12        | 10 503      | 94,44       |
| Votes blancs             | Votes blancs             | Votes blancs             | Votes blancs             | 192          | 1,87         | 409         | 3,68        |
| Votes nuls               | Votes nuls               | Votes nuls               | Votes nuls               | 104          | 1,01         | 209         | 1,88        |
| Total                    | Total                    | Total                    | Total                    | 10 264       | 100          | 11 121      | 100         |
| Abstention               | Abstention               | Abstention               | Abstention               | 24 590       | 70,55        | 23 742      | 68,10       |
| Inscrits / participation | Inscrits / participation | Inscrits / participation | Inscrits / participation | 34 854       | 29,45        | 34 863      | 31,90       |

### Canton des Ulis
| Candidats                | Candidats                | Partis                   | Nuance                   | Premier tour | Premier tour | Second tour | Second tour |
| Candidats                | Candidats                | Partis                   | Nuance                   | Voix         | %            | Voix        | %           |
| ------------------------ | ------------------------ | ------------------------ | ------------------------ | ------------ | ------------ | ----------- | ----------- |
|                          | Latifa Naji              | DVG                      | DVG                      | 5 066        | 48,78        | 5 954       | 53,86       |
|                          | Olivier Thomas           | DVG                      | DVG                      | 5 066        | 48,78        | 5 954       | 53,86       |
|                          | Françoise Marhuenda      | DVC                      | DIV                      | 3 809        | 36,68        | 5 100       | 46,14       |
|                          | Igor Trickovski          | DVG                      | DIV                      | 3 809        | 36,68        | 5 100       | 46,14       |
|                          | Aurélie Bard             | RN                       | RN                       | 1 510        | 14,54        |             |             |
|                          | Christophe Debon         | RN                       | RN                       | 1 510        | 14,54        |             |             |
|                          |                          |                          |                          |              |              |             |             |
| Suffrages exprimés       | Suffrages exprimés       | Suffrages exprimés       | Suffrages exprimés       | 10 385       | 96,78        | 11 054      | 95,31       |
| Votes blancs             | Votes blancs             | Votes blancs             | Votes blancs             | 227          | 2,12         | 356         | 3,07        |
| Votes nuls               | Votes nuls               | Votes nuls               | Votes nuls               | 119          | 1,11         | 188         | 1,62        |
| Total                    | Total                    | Total                    | Total                    | 10 731       | 100          | 11 598      | 100         |
| Abstention               | Abstention               | Abstention               | Abstention               | 22 564       | 67,77        | 21 707      | 65,18       |
| Inscrits / participation | Inscrits / participation | Inscrits / participation | Inscrits / participation | 33 295       | 32,23        | 33 305      | 34,82       |

### Canton de Vigneux-sur-Seine
| Candidats                | Candidats                | Partis                   | Nuance                   | Premier tour | Premier tour | Second tour | Second tour |
| Candidats                | Candidats                | Partis                   | Nuance                   | Voix         | %            | Voix        | %           |
| ------------------------ | ------------------------ | ------------------------ | ------------------------ | ------------ | ------------ | ----------- | ----------- |
|                          | Samia Cartier            | DVD                      | DVD                      | 4 140        | 48,23        | 5 936       | 65,43       |
|                          | François Durovray        | LR                       | DVD                      | 4 140        | 48,23        | 5 936       | 65,43       |
|                          | Christophe Carrère       | GRS                      | UGE                      | 2 354        | 27,43        | 3 136       | 34,57       |
|                          | Julie Ozenne             | EÉLV                     | UGE                      | 2 354        | 27,43        | 3 136       | 34,57       |
|                          | Lucien Félicité          | RN                       | RN                       | 1 305        | 15,20        |             |             |
|                          | Lisa Haddad              | LAF                      | RN                       | 1 305        | 15,20        |             |             |
|                          | Florian Bourras          | LREM                     | REM                      | 784          | 9,13         |             |             |
|                          | Sabrina Nadji            | LREM                     | REM                      | 784          | 9,13         |             |             |
|                          |                          |                          |                          |              |              |             |             |
| Suffrages exprimés       | Suffrages exprimés       | Suffrages exprimés       | Suffrages exprimés       | 8 583        | 96,70        | 9 072       | 94,55       |
| Votes blancs             | Votes blancs             | Votes blancs             | Votes blancs             | 173          | 1,95         | 298         | 3,11        |
| Votes nuls               | Votes nuls               | Votes nuls               | Votes nuls               | 120          | 1,35         | 225         | 2,34        |
| Total                    | Total                    | Total                    | Total                    | 8 876        | 100          | 9 595       | 100         |
| Abstention               | Abstention               | Abstention               | Abstention               | 25 859       | 74,45        | 25 149      | 72,38       |
| Inscrits / participation | Inscrits / participation | Inscrits / participation | Inscrits / participation | 34 735       | 25,55        | 34 744      | 27,62       |

### Canton de Viry-Châtillon
| Candidats                | Candidats                | Partis                   | Nuance                   | Premier tour | Premier tour | Second tour | Second tour |
| Candidats                | Candidats                | Partis                   | Nuance                   | Voix         | %            | Voix        | %           |
| ------------------------ | ------------------------ | ------------------------ | ------------------------ | ------------ | ------------ | ----------- | ----------- |
|                          | Jérôme Berenger          | LR                       | UCD                      | 3 013        | 46,24        | 4 107       | 59,45       |
|                          | Sylvie Gibert            | MoDem                    | UCD                      | 3 013        | 46,24        | 4 107       | 59,45       |
|                          | Sarah Ghenaim            | PCF                      | UG                       | 2 394        | 36,74        | 2 801       | 40,55       |
|                          | Aurélien Peroumal        | LFI                      | UG                       | 2 394        | 36,74        | 2 801       | 40,55       |
|                          | Paolo Giovanetto         | RN                       | RN                       | 1 109        | 17,02        |             |             |
|                          | Jenny Maille             | RN                       | RN                       | 1 109        | 17,02        |             |             |
|                          |                          |                          |                          |              |              |             |             |
| Suffrages exprimés       | Suffrages exprimés       | Suffrages exprimés       | Suffrages exprimés       | 6 516        | 96,09        | 6 908       | 94,73       |
| Votes blancs             | Votes blancs             | Votes blancs             | Votes blancs             | 164          | 2,42         | 227         | 3,11        |
| Votes nuls               | Votes nuls               | Votes nuls               | Votes nuls               | 101          | 1,49         | 157         | 2,15        |
| Total                    | Total                    | Total                    | Total                    | 6 781        | 100          | 7 292       | 100         |
| Abstention               | Abstention               | Abstention               | Abstention               | 22 707       | 77,00        | 22 200      | 75,27       |
| Inscrits / participation | Inscrits / participation | Inscrits / participation | Inscrits / participation | 29 488       | 23,00        | 29 492      | 24,73       |

### Canton d'Yerres
| Candidats                | Candidats                | Partis                   | Nuance                   | Premier tour | Premier tour | Second tour | Second tour |
| Candidats                | Candidats                | Partis                   | Nuance                   | Voix         | %            | Voix        | %           |
| ------------------------ | ------------------------ | ------------------------ | ------------------------ | ------------ | ------------ | ----------- | ----------- |
|                          | Olivier Clodong          | DLF                      | DVD                      | 5 713        | 59,90        | 7 292       | 69,55       |
|                          | Martine Sureau           | DLF                      | DVD                      | 5 713        | 59,90        | 7 292       | 69,55       |
|                          | Émilie Godart            | PCF                      | ECO                      | 2 817        | 29,53        | 3 177       | 30,35       |
|                          | Karim Sellami            | EÉLV                     | ECO                      | 2 817        | 29,53        | 3 177       | 30,35       |
|                          | Claude Alves             | RN                       | RN                       | 1 008        | 10,57        |             |             |
|                          | Monique Lopes            | RN                       | RN                       | 1 008        | 10,57        |             |             |
|                          |                          |                          |                          |              |              |             |             |
| Suffrages exprimés       | Suffrages exprimés       | Suffrages exprimés       | Suffrages exprimés       | 9 538        | 96,97        | 10 469      | 96,65       |
| Votes blancs             | Votes blancs             | Votes blancs             | Votes blancs             | 198          | 2,01         | 265         | 2,45        |
| Votes nuls               | Votes nuls               | Votes nuls               | Votes nuls               | 100          | 1,02         | 98          | 0,90        |
| Total                    | Total                    | Total                    | Total                    | 9 836        | 100          | 10 832      | 100         |
| Abstention               | Abstention               | Abstention               | Abstention               | 23 005       | 70,05        | 22 014      | 67,02       |
| Inscrits / participation | Inscrits / participation | Inscrits / participation | Inscrits / participation | 32 841       | 29,95        | 32 846      | 32,98       |